# Dhadar
Dhadar är huvudort för distriktet Kachhi i den pakistanska provinsen Baluchistan. Folkmängden uppgick till cirka 15 000 invånare vid folkräkningen 2017.